# サンクタム
『サンクタム』（原題：Sanctum）は、アリスター・グリアソン監督による2011年の3Dアクション映画。

## ストーリー
パプアニューギニアの巨大な地下洞窟において、海へとつながる水路を見つけたい探検隊。そこに折り悪く台風が襲来し、洞窟は水没。
探検家の親子を中心に脱出を試みるも、舞台は地下洞窟であり、増水した水が迫り来る…。

## キャスト
※括弧内は日本語吹き替え
- フランク・マクガイル - リチャード・ロクスバーグ（菅生隆之）
- カール・ハーレー - ヨアン・グリフィズ（堀内賢雄）
- ジョシュ・マクガイル - リース・ウェイクフィールド（浪川大輔）
- ヴィクトリア - アリス・パーキンソン（松本梨香）
- クレイジー・ジョージ - ダン・ワイリー（高木渉）
- J.D. - クリストファー・ベイカー（坂詰貴之）
- リズ - ニコール・ダウンズ（足立友）
- ジュード - アリソン・クラッチリー（藤貴子）
- ルコ - クレイマー・カイン（山野井仁）
- デックス - アンドリュー・ハンセン（中川慶一）
- ジム - ジョン・ガーヴィン（相沢まさき）

## 製作
ジェームズ・キャメロンの仕事仲間であるアンドリュー・ワイトの実体験に基づいたストーリーとなっている。撮影には『アバター』のフュージョン3Dカメラシステムを改良したものが使われている。

## 評価
Rotten Tomatoesでは112のレビュー中30%が肯定的で、平均点は10点満点で4.4点である。

## 日本での公開
2011年3月11日に発生した東北地方太平洋沖地震を受け、4月15日に予定されていた公開は延期された。